# OTC Markets Group
OTC Markets Group (раніше відома як «Рожеві листи»; англ. Pink Sheets) - позабіржова система торгів акціями. Відображає котирування брокерів/дилерів для цінних паперів позабіржового ринку (OTC). З 1913 року виходила в паперовій формі на рожевому папері. Система не є підрозділом NASD або SEC.
«Рожеві листи» щодня публікуються Бюро національних котирувань (NQB) Джерсі-Сіті, штат Нью-Джерсі, підрозділом Коммерс Кліринг Хаус Інк., Рівервуд, штат Іллінойс. Щодня випускається список компаній, який включає в себе імена і телефони, брокерів і котирування акцій компаній. Інформація друкується на тонких рожевих паперових аркушах - звідси і назва. В основному, компанії, які котируються на «рожевих аркушах» - це закриті і невеликі, які не можуть задовольнити вимогам лістингу на Нью-Йоркській фондовій біржі або NASDAQ. Компаніям не потрібно надавати звітність і проводити аудит. Це викликає певні труднощі для інвесторів з їх оцінкою, що веде до високого ступеня ризику інвестицій. Немає мінімальних вимог до розміру бізнесу. Багато з цих акцій навіть не вказуються в щоденних публікаціях в газетах в таблицях котирувань позабіржового ринку. Брокерські фірми підписуються на «рожеві листи», оскільки в їх таблицях не лише наводяться поточні котирування, але і перераховуються маркетмейкери, які ведуть торгівлю з перерахованими акціями.
У 2006 році послугами «Рожевих листків» довелося скористатися Navistar International - автомобільній компанії з оборотом в 12 млрд доларів, до середини 2006 торгувалася на NYSE. Після конфлікту з аудиторами, які відмовилися затвердити поправки до звітності, запропоновані Navistar, компанія була змушена змінити аудитора, пропустила терміни обов'язкового надання звітності на біржу і в підсумку була виключена з біржового реєстру.